# Beta Pictoris
Beta Pictoris (β Pic / β Pictoris) je druhá nejjasnější hvězda v souhvězdí Malíře. Od sluneční soustavy je vzdálená 63,4 světelného roku a je 1,75krát hmotnější a 8,7krát jasnější než Slunce. Hvězda Beta Pictoris je, stejně jako soustava, která ji obklopuje, velmi mladá (asi 8–20 milionů let), ovšem patří již mezi hvězdy hlavní posloupnosti. Podle ní je také nazvána skupina pohybujících se hvězd BPMG (Beta Pictoris Moving Group), což je seskupení mladých hvězd stejného věku, které se spolu pohybují vesmírem ve stejném směru.

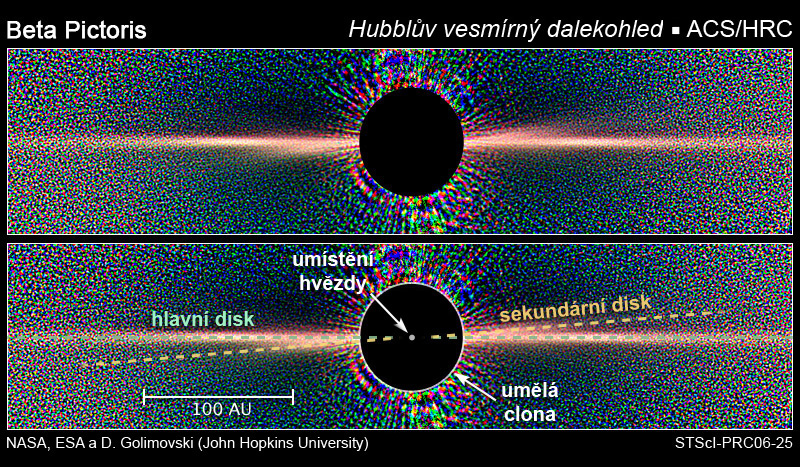
Beta Pictoris byla jednou z prvních hvězd, kolem níž byl nalezen cirkumstelární disk. Hubbleův vesmírný dalekohled později odhalil disky dva. Možným vysvětlením je přítomnost exoplanety obíhající pod určitým sklonem, která svou gravitací vysává materiál z hlavního disku.

V porovnání s jinými hvězdami stejného typu září Beta Pictoris velmi silně v infračerveném oboru spektra, což je způsobeno velkým množstvím prachu v její blízkosti. Podrobná pozorování odhalila, že je obklopena velkým prachoplynovým diskem, což byl současně první akreční disk vyfotografovaný kolem nějaké hvězdy. Kromě přítomnosti několika planetesimálních pásů a náznaků kometární aktivity se zdá, že se v disku zformovaly také planety a že tento proces možná stále pokračuje. Tento akreční disk je patrně také hlavním zdrojem mezihvězdných meteoroidů, které proudí do naší sluneční soustavy.
Evropská jižní observatoř vydala v listopadu roku 2008 tiskovou zprávu, že na oběžné dráze kolem hvězdy byla v rovině disku vyfotografována planeta odpovídající předchozím předpovědím. Pokud se objev potvrdí, půjde o extrasolární planetu nacházející se nejblíže své centrální hvězdě, jaká kdy byla vyfotografována – její vzdálenost od hvězdy je přibližně stejná, jako vzdálenost Saturnu od Slunce.